# 黄独
黄独（学名：Dioscorea bulbifera）为薯蓣科薯蓣属的植物。

## 形态
多年生缠绕藤本。地下有球形或圆锥形块茎。叶腋内常生球形或卵圆形珠芽，大小不一，外皮黄褐色。
心状卵形的叶子互生，先端尖锐，具有方格状小横脉，全缘，叶脉明显，7-9条，基出；叶柄基部扭曲而稍宽，与叶片等长或稍短。夏秋开花，单性，雌雄异株，穗状花序丛生。果期9-10月，有小毒的生物鹼，對於肝細胞有毒作用，會導致肝損傷，可溶於水，須適當加工去除後再煮熟後才可食用。

## 分布
分布于大洋洲、朝鲜、非洲、印度、日本、缅甸以及江苏、广东、广西、安徽、江西、四川、甘肃、云南、湖南、西藏、河南、福建、台湾、浙江、贵州、湖北、陕西等地，生长于海拔300米至2,000米的地区，多生于河谷边、山谷阴沟或杂木林边缘，目前尚未由人工引种栽培。
在美洲也可發現其蹤跡，對美洲而言是外來種，有機會在農田大量繁殖，攀上高樹爭取日照。英文別名為air potato。

## 别名
黄药（本草原始），山慈姑（植物名实图考），零余子薯蓣（俄、拉、汉种子植物名称），零余薯（广州植物志、海南植物志），黄药子（江苏、安徽、浙江、云南等省药材名），山慈姑（云南楚雄）

## 文化
唐朝詩人杜甫在同谷（今甘肅成縣）時，饑寒交迫，挖黃獨充飢，詩中提到「黃獨無苗山雪盛」，後世不解其義，改黃獨為「黃精」。

## 外部連結
- 黃獨, Huangdu （页面存档备份，存于） 藥用植物圖像數據庫 (香港浸會大學中醫藥學院) （繁體中文）（英文）
- 黃藥子 Huang Yao Zi （页面存档备份，存于） 中藥標本數據庫 (香港浸會大學中醫藥學院) （繁體中文）（英文）

1. ↑  《苕溪漁隱叢話》前集卷六：「山谷云：『「長鑱長鑱白木柄，我生托子以為命，黃獨無苗山雪盛，短衣數挽不揜脛。」往時儒者不解黃獨義，改為黃精，學者承之。以予考之，蓋黃獨是也。』」